# Josef Scherer (Politiker)
Josef Scherer (* 30. Juli 1791 in Hochdorf LU; † 30. April 1854 ebenda) war ein Schweizer Mediziner und Politiker.

## Biografie
Josef Scherer studierte Medizin. An der Universität Tübingen wurde er Mitglied des Corps Helvetia. Nach dem Studium erhielt er 1815 das ärztliche Patent. Von 1819 bis 1842 war er Bezirksarzt in Hitzkirch und Hochdorf. Von 1842 bis 1844 fungierte er als Amtsarzt. Er war Mitglied des Sanitätskollegiums und Medizinalrat. 
Neben seiner Arzttätigkeit betätigte sich Scherer als Politiker. Er war Mitgründer der konservativen Bewegung von 1830 bis 1831 und Vertrauter von Josef Leu. Von 1831 bis 1841 gehörte er der Schulkommission des Schulkreises im Seetal an. Von 1831 bis 1841 gehörte er dem Luzerner Verfassungsrat an. Von 1831 bis 1832 und von 1845 bis 1847 war er Luzerner Grossrat und von 1841 bis 1847 Erziehungsrat. Von 1845 bis 1847 gehörte er dem Luzerner Regierungsrat an. Sein Anteil am politischen Umschwung von 1841 gilt als massgeblich.
Sein Schulkamerad Casimir Pfyffer verarbeitete seine Person in dem Lustspiel Der junge Geck.